# Nespojitá regrese
Nespojitá regrese nebo regresní diskontinuita, anglicky regression discontinuity design, RDD, je kvaziexperimentální design a analytická metoda, umožňující stanovit kauzální vliv intervence v okolí prahové hodnoty, jejíž překročení intervenci spouští. Metoda je založena na porovnání případů pod a nad příslušným prahem, pokud se tyto případy jinak navzájem podobají – jejich zařazení do skupin s intervencí či bez ní je v takovém případě možno považovat za vcelku náhodné. Příklad: na vyšetření mamografem zdarma mají v Česku nárok ženy od věku 45 let. Efekt tohoto výdaje zdravotních pojišťoven by bylo možno zkoumat porovnáním nemocnosti rakovinou prsu dvou skupin žen: 1. ženy mezi 43 až nedosaženými 45 lety (kontrolní skupina) a 2. ženy mezi dosaženými 45 lety a 47 lety (skupina s intervencí). Metoda nespojité regrese byla poprvé popsána Donaldem Thistlethwaitem a Donaldem Campbellem, kteří tak vyhodnocovali stipendijní programy.
Při vyhodnocení se nejčastěji používá lokální lineární regrese ve tvaru
{\displaystyle Y=\alpha +\tau D+\beta _{1}(X-c)+\beta _{2}D(X-c)+\varepsilon ,}
kde {\displaystyle c} je práh intervence a {\displaystyle D} je binární proměnná rovná jedné, pokud {\displaystyle X\geq c}. Dále {\displaystyle h} je šířka intervalu použitých dat, takže {\displaystyle c-h\leq X\leq c+h}. Na obou stranách prahu se tak odhadují různé regresní koeficienty včetně konstantního členu. Pro zpřesnění výsledků je možné použít „trojúhelníkové“ jádro, které dává jednotlivým případům váhu lineárně klesající s jejich vzdáleností od intervenčního prahu, třebaže to ztěžuje interpretaci výsledků.